# Rebekah Brooks
Rebekah Brooks (nacida Rebekah Mary Wade; Warrington (Lancashire, Inglaterra, 27 de mayo de 1968) es una periodista y editora británica. Hasta julio de 2011, fue la directora de News of the World, periódico propiedad del magnate Rupert Murdoch.
Fue directora ejecutiva de News International (desde 2009 hasta 2011), y antes fue editora del periódico británico News of the World
(desde 2000 hasta 2003) y la primera editora mujer del periódico The Sun (desde 2003 hasta 2009).
Es protagonista del Escándalo de las escuchas telefónicas de News International, siendo la editora en News of the World. El 15 de julio de 2011, Brooks renunció como jefe ejecutiva de News International, por la controversia. El 17 de julio de 2011, fue arrestada por su conexión con las escuchas ilegales y supuestos sobornos.

## Carrera periodística
Wade decidió ser periodista cuando tenía 14 años. Por algún tiempo, trabajó para un periódico francés L'Architecture Aujourd'hui en París, mientras que estudiaba literatura francesa en la Universidad de la Sorbonne. Luego, volvió al Reino Unido para trabajar en la impresa mediática de Eddie Shah.
Empezó en el periódico de Rupert Murdoch, News of the World en 1989 como asistenta de oficina y luego fue subiendo en la empresa, primero escribiendo para el jornal de los domingos. En 1998 se trasladó al The Sun, que es un periódico cotidiano. Intentó persuadir a David Yelland para echar fuera a las chicas de la página 3 (chicas desnudas o semi-desnudas que salen en fotos en la página tres del periódico de una forma asidua). Luego volvió al News of the World en 2000 como editora. Para estas fechas era la editora más joven de un periódico de Gran Britania.
La venta del periódico aumentó durante su liderazgo. En enero de 2003, volvió de nuevo al The Sun, reemplazando su antiguo jefe David Yelland, y al mismo tiempo convirtiéndose en la primera editora femenina de este periódico.
En los tres años que permaneció al frente del News of the World este periódico llevó a cabo numerosas escuchas ilegales con el fin de obtener información de políticos, famosos, deportistas y hasta víctimas de crímenes, como la niña Milly Dowler, que ha desencadenado el escándalo y la dimisión de la poderosa Brooks. 
La ambiciosa periodista, conocida como la Reina de los tabloides siempre rodeada por un halo de misterio, llegó al mundo de los tabloides británicos pisando fuerte y demostrando desde el principio falta de escrúpulos a la hora de conseguir un buen titular. Al poco tiempo de ponerse al mando del periódico dominical, una niña de ocho años, Sarah Payne, fue asesinada por un pederasta, suceso que conmovió a los británicos. 
Brooks en marcha entonces una campaña con la que animaba a los lectores a identificar a pederastas, iniciativa que la policía británica consideró altamente irresponsable. La voracidad por conseguir exclusivas llevó la directora de News of the World a utilizar durante toda su carrera métodos poco ortodoxos y controvertidos.

## Escándalo de las escuchas telefónicas
El 7 de julio de 2011 James Murdoch, hijo de Rupert Murdoch (propietario del diario), anunció que el periódico, debido al escándalo de escuchas telefónicas, publicaría su última edición el 10 de julio y los ingresos por la venta de esos ejemplares irían a causas benéficas del Reino Unido.

## Vida privada
Rebekah se casó con el actor Ross Kemp en junio de 2002 (sin tomar su apellido) en Las Vegas, Estados Unidos, pero en 2009 se divorciaron. Posteriormente se casó con el exentrenador de caballos de carrera y escritor Charlie Brooks.

## Citas
- "En un mercado de periódicos altamente competitivo, cada editor necesita llamar la atención a las lectoras para mejorar la tirada del periódico".[8]

- "En el pasado, hemos pagado a la policía para obtener información".[9] Respuesta a una pregunta del parlamentario laborista por Rhondda, recogida por un artículo del periódico The Guardian por Matt Wells el 12 de marzo de 2003.

## Trivial
- Wade asistió a la fiesta de 50 cumpleaños de príncipe Carlos de Inglaterra